# Pension Groonen
Pension Groonen ist eine österreichische Stummfilmgesellschaftskomödie aus dem Jahre 1924 von Robert Wiene mit einem Ensemble damals populärer Darsteller wie Carmen Cartellieri, Charlotte Ander, Anton Edthofer, Harry Nestor und Karl Forest.

## Handlung
Graf Nikolaus von Groonen, ein arbeitsscheuer Bonvivant mit Hang dazu, sein und anderer Leute Geld mit beiden Händen zu verschleudern, hat die Amerikanerin Edith Stanhope geehelicht. Die praktisch veranlagte und damit gänzlich unterschiedliche Tochter eines Selfmade-Millionärs, der sein Vermögen mit sauren Heringen en gros gemacht hat, wurde dadurch zur Gräfin. Doch ihr in den Tag hinein lebender Gatte hat die hohe Mitgift seiner amerikanischen Ehefrau mit vollen Händen aus dem Fenster geworfen, ohne selbst etwas für beider Lebensunterhalt beizutragen. Seitdem lebt man von den regelmäßige Zuwendungen des Vaters bzw. Schwiegervaters aus den Vereinigten Staaten.
Eines Tages gibt das adelige Paar eine Soirée, auf der Nikolaus’ Schwester, Komtess Hedwig, die anwesenden Herrschaften mit ihren Gesangskünsten entzückt. Da trifft eine Hiobsbotschaft ein: Der Vater der Gräfin, der Millionär mit den sauren Heringen, will dem verschwenderischen Schwiegersohn den Geldhahn zudrehen. Verzweifelt darüber, sieht Graf Nikolaus nur zwei Optionen: Entweder erschießt er sich standesgemäß oder er muss etwas so unstandesgemäßem nachgehen wie ehrlicher Arbeit. Beides schmeckt dem österreichischen Tagedieb mit altehrwürdigem Wappen über dem Hauseingang nicht besonders, und so wählt er die dritte Möglichkeit: Er macht erst einmal seiner Frau heftige Vorwürfe. Handfest wie Gräfin Edith als gebürtige Amerikanerin nun einmal vom Charakter ist, ersetzt sie das gräfliche Wappen über dem Palaisportal durch ein Aushängeschild und macht aus dem gemeinsamen Domizil eine Herberge, die Pension Groonen, um damit der finanziellen Bredouille zu entfliehen.
Hier sollen nun viele gesellschaftlichen Fäden zusammenlaufen und sich bisweilen skurrile Menschen unterschiedlichster Herkunft und sozialer Klasse begegnen. Derweil hat der alte Stanhope seinen Sohn Tom nach Good Old Europe losgeschickt, um bezüglich der Ehe seiner Tochter nach dem Rechten zu sehen. Bald ereignen sich die lustspielüblichen Verwechslungen, Irrungen und Wirrungen, Eifersuchtsanfälle und Missverständnisse, als sich beispielsweise Bruder und Schwester Stanhope küssen, was Graf Groonen, der zu diesem Zeitpunkt den Bruder seiner Frau noch nie gesehen hatte, vermuten lässt, dass hier fremdgegangen wird. Dies wirbelt kurzzeitig die Beziehungsgefüge aller Beteiligten durcheinander. Schließlich erscheint dann auch noch der alte Stanhope aus Amerika höchstselbst auf der Bildfläche, um Tochter, Gatten und die dazugehörigen Enkelkinder wieder zu sehen bzw. kennenzulernen. Am Ende ist das Grafenpaar Groonen ebenso miteinander versöhnt wie sich auch die Komtess Hedwig und der smarte Tom als glückliches Paar gefunden haben.

## Produktionsnotizen
Pension Groonen war der erste von Wienes fünf Filme umfassendes Œuvre der „österreichischen Periode“ (1924 bis 1926) und entstand Mitte 1924 in Wien. Die Premiere fand am 9. Januar in der österreichischen Hauptstadt statt. Die Länge des Fünfakters betrug etwa 2000 Meter.

## Kritiken
In Wiens Neue Freie Presse war in der Ausgabe vom 20. Februar 1925 zu lesen: „Gute Kinolustspiele, die die Linie einhalten, das heißt, nicht nach der Seite der Burleske oder Groteske hin entarten, sind selten. Um so erfreulicher, einem Stück zu begegnen, das den Untertitel Komödie wirklich rechtfertigt. (…) Anton Edthofer … schafft einen Grafen von einwandfreier Distinktion und angenehmer Art. Harry Nestor stellt einen sympathischen jungen Amerikaner auf die Leinwand. (…) Carmen Cartellieri … leiht einer Männerverführerin sehr verlockende Züge, Claude France wirkt durch ihre ungemein dekorative Salondamenerscheinung, Charlotte Ander durch diskrete Lustigkeit und anspruchslose Jungmädelgrazie.“
Die Filmwelt verortete in der Komödie “wienerische Bonhomie, gepaart mit modernem Amerikanismus”.
Im Salzburger Volksblatt stand geschrieben: „Abgesehen von kleinen Schlampereien — was sich wohl der Filmautor Ludwig Nerz unter der „Fifth avenue“ vorstellt? — ist die harmlose Geschichte amüsant und wird … flott und heiter gespielt.“
Das Prager Tagblatt konstatierte: „Ausgezeichnete Ponten, feinster Wiener Geschmack in der ganzen Aufmachung.“